# Jan van Rooijen
Jan van Rooijen (Westkapelle, 20 oktober 1941 – Lelystad, 18 januari 2004) is een voormalig Nederlands voetballer die uitkwam voor PEC. Hij speelde als vleugelaanvaller.

## Carrière
Van Rooijen begon zijn voetballoopbaan als jeugdspeler bij De Noormannen uit zijn geboorteplaats Westkapelle. Na het afronden van zijn studie aan de Tekenschool in Den Haag belandde hij in 1962 in Zwolle, als landmeetkundig tekenaar. In dat jaar meldde hij zich ook aan bij PEC. In 7 seizoenen scoorde hij in totaal 17 doelpunten. Na zijn tijd in Zwolle speelde hij nog voor Hattem en Lelystad '67. Bij die laatste ploeg speelde hij nog tot zijn veertigste in het eerste zondagelftal. Ook scoutte hij hier spelers voor de Zwollenaren zoals o.a. Alex Kamstra, Edwin van Ankeren en Aziz Doufikar.

## Carrièrestatistieken
| Seizoen         | Club            | Land            | Competitie      | Competitie | Competitie | Beker | Beker | Internationaal | Internationaal | Overig | Overig | Totaal | Totaal |
| Seizoen         | Club            | Land            | Competitie      | Wed.       | Dlp.       | Wed.  | Dlp.  | Wed.           | Dlp.           | Wed.   | Dlp.   | Wed.   | Dlp.   |
| --------------- | --------------- | --------------- | --------------- | ---------- | ---------- | ----- | ----- | -------------- | -------------- | ------ | ------ | ------ | ------ |
| 1962/63         | PEC             | Nederland       | Tweede divisie  | –          | 0          | –     | 0     | 0              | 0              | 0      | 0      | –      | 0      |
| 1963/64         | PEC             | Nederland       | Tweede divisie  | –          | 0          | –     | 0     | 0              | 0              | 0      | 0      | –      | 0      |
| 1964/65         | PEC             | Nederland       | Tweede divisie  | –          | 6          | –     | 0     | 0              | 0              | 0      | 0      | –      | 6      |
| 1965/66         | PEC             | Nederland       | Tweede divisie  | –          | 0          | –     | 0     | 0              | 0              | 0      | 0      | –      | 0      |
| 1966/67         | PEC             | Nederland       | Tweede divisie  | –          | 11         | –     | 0     | 0              | 0              | 0      | 0      | –      | 11     |
| 1967/68         | PEC             | Nederland       | Tweede divisie  | –          | 0          | –     | 0     | 0              | 0              | 0      | 0      | –      | 0      |
| 1968/69         | PEC             | Nederland       | Tweede divisie  | –          | 0          | 0     | 0     | 0              | 0              | 0      | 0      | –      | 0      |
| Carrière totaal | Carrière totaal | Carrière totaal | Carrière totaal | –          | 17         | –     | 0     | 0              | 0              | 0      | 0      | –      | 17     |